# Arley Dinas
Arley Dinas (Colòmbia, 16 de maig de 1974) és un futbolista colombià que disputà 29 partits amb la selecció de Colòmbia.
| Estadístiques amb la Selecció de Colòmbia | Estadístiques amb la Selecció de Colòmbia | Estadístiques amb la Selecció de Colòmbia |
| Anys                                      | Partits                                   | Gols                                      |
| ----------------------------------------- | ----------------------------------------- | ----------------------------------------- |
| 1995                                      | 2                                         | 0                                         |
| 1996                                      | 0                                         | 0                                         |
| 1997                                      | 0                                         | 0                                         |
| 1998                                      | 0                                         | 0                                         |
| 1999                                      | 1                                         | 0                                         |
| 2000                                      | 13                                        | 0                                         |
| 2001                                      | 5                                         | 0                                         |
| 2002                                      | 3                                         | 0                                         |
| 2003                                      | 0                                         | 0                                         |
| 2004                                      | 5                                         | 0                                         |
| Total                                     | 29                                        | 0                                         |